# Rhodostrophia cruentata
Rhodostrophia cruentata là một loài bướm đêm trong họ Geometridae.